# Bill Duniven
Bill Duniven (* 23. Januar 1938 in Steele, Missouri; † 28. Februar 1999 in Stoddard, Missouri) war ein US-amerikanischer Rock-’n’-Roll-Musiker.

## Leben

### Kindheit und Jugend
Bill Duniven wurde in Steele an der Grenze zum US-Bundesstaat Arkansas geboren. In seiner Jugend wurde er vor allem von dem Rockabilly der Sun-Stars wie Elvis Presley, Roy Orbison und Carl Perkins beeinflusst. Über den Sender KLCN aus Blytheville, Arkansas, hörte er die Songs, die Sam Phillips über sein Label Sun Records veröffentlichte. Als Jugendlicher nahm er in der Schule an einem Talentwettbewerb teil, bei dem er mit seiner Version von Presleys Heartbreak Hotel den ersten Platz belegte.

### Karriere
Kurze Zeit später gründete Duniven seine erste eigene Band, mit der er in kleinen Clubs und Bars auftrat. Bei einem dieser Auftritte wurde er von Arlen Vaden, Besitzer von Vaden Records, entdeckt und unter Vertrag genommen. Seine erste Session fand 1961 im Studio von Hi Records in Memphis, Tennessee, statt, wo er von Bill Blacks Band begleitet wurde. Seine erste Single bestand aus dem Teddy-Redell-Song Knocking on the Backside und Jimmy Wakelys Hit One Has My Name.
Die Single kam in Arkansas beim Publikum gut an und wurde auch im Radio oft gespielt. Duniven erhielt so die Möglichkeit, im Fernsehen aufzutreten (unter anderem mit Billy Lee Riley) und tourte durchs Land mit anderen Vaden-Künstlern. Auch mit Stars wie Roy Orbison, Carl Perkins und Jerry Lee Lewis spielte Duniven einige Shows. Die Single konnte sich aber nicht in den Charts platzieren und Vaden versäumte es, eine Nachfolge-Platte zu veröffentlichen.
Dunivens Platte ist die letzte bekannte Veröffentlichung von Vaden. Duniven selbst verbrachte die 1960er-Jahre mit Konzerten, studierte nebenbei aber und wurde Pilot. Seine musikalische Karriere führte er aber trotzdem weiter. Neben einigen erfolglosen Singles wurde 1979 auch sein einziges Album eingespielt; einige der Titel wurden im alten Sun-Studio in Memphis aufgenommen. Er führte seine Karriere bis in die 1990er-Jahre hinein weiter. Mitte des Jahrzehnts hatte er eine Operation am Herzen, die jedoch nicht komplikationsfrei verlief. Duniven starb schließlich 1999.

## Diskografie
| Jahr | Titel                                            | Label #      |
| ---- | ------------------------------------------------ | ------------ |
| 1961 | Knocking on the Backside / One Has My Name       | Vaden 45-306 |
|      | Six Dollars a Night / I Can’t Even Drink It Away | Dell 7407    |